# 1180 Peachtree
1180 Peachtree (známý též jako Symphony Tower) je mrakodrap v Atlantě. Má 41 podlaží a výšku 200 metrů, je tak 10. nejvyšší mrakodrap ve městě. Výstavba probíhala v letech 2003–2006. Za designem budovy stojí architekt Pickard Chilton. V budově se nachází převážně kancelářské prostory a největším nájemníkem je firma King & Spalding.